# 아기 고양이 치이 폰폰라 대모험
아기 고양이 치이 폰폰라 대모험(일본어: こねこのチー ポンポンらー大冒険) 또는 치즈 스위트 홈(일본어: チーズスイートホーム)은 코나미 카나타 작화의 일본 만화 시리즈이다. 고단샤의 청년 만화 잡지 위클리 모닝을 통해 2004년부터 2015년까지 연재되었으며 각 장은 12권의 단행본으로 수집되었다. 이 만화의 북아메리카 판권은 버티컬이 맡았다. 2개 시즌의 애니메이션판이 2008년 3월부터 2009년 9월까지 방영되었다. 2개 시즌의 3DCG 애니메이션 TV판이 2016년 10월부터 2017년 9월까지, 2기인 아기 고양이 치이 폰폰라 대여행(일본어: こねこのチー ポンポンらー大旅行)은 2018년 4월부터 9월까지 방영되었다.